# Капнофилы

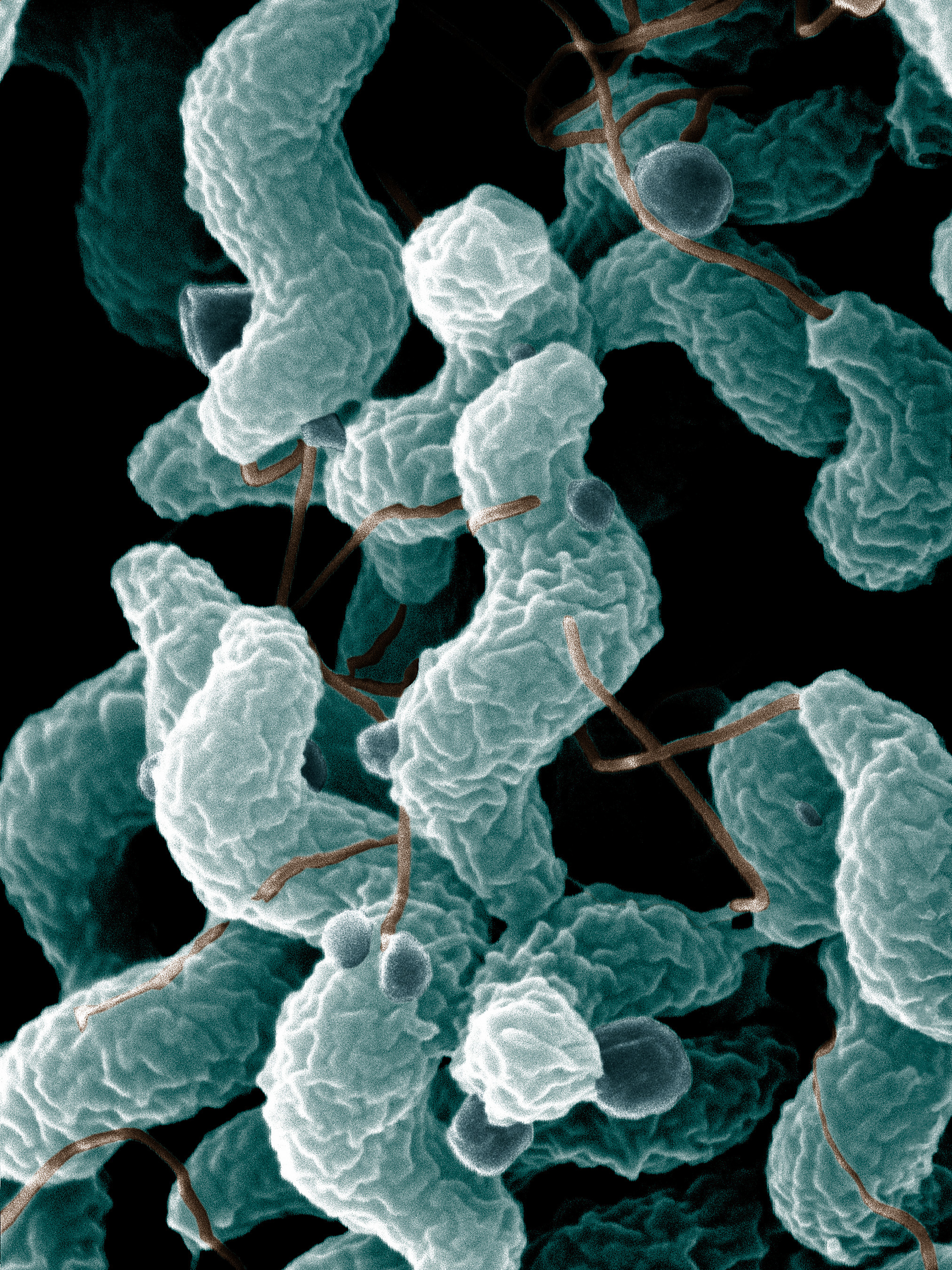
Кампилобактерии Campylobacter jejuni.

Капнофилы — тип экстремофилов: организмы, которым для своей жизнедеятельности требуется углекислый газ в концентрации 10—15 %. К капнофилам относятся кампилобактерии, Mannheimia succiniciproducens, Aggregatibacter actinomycetemcomitans.

## Заражение людей
Капнофилам свойственна относительно высокая инфекционность. Так менее 1000 микроорганизмов могут вызывать заболевание. Большинство заболеваний фиксируется в раннем детстве. Инкубационный период составляет примерно 2-4 дня. Инфекция является самоограниченной и завершается через 3-7 дней. Рецидивы могут возникать в 5-10 % случаев. Было зафиксировано несколько заболеваний с последующими осложнениями в виде синдрома Гийена-Барре.